# Bruce Laingen

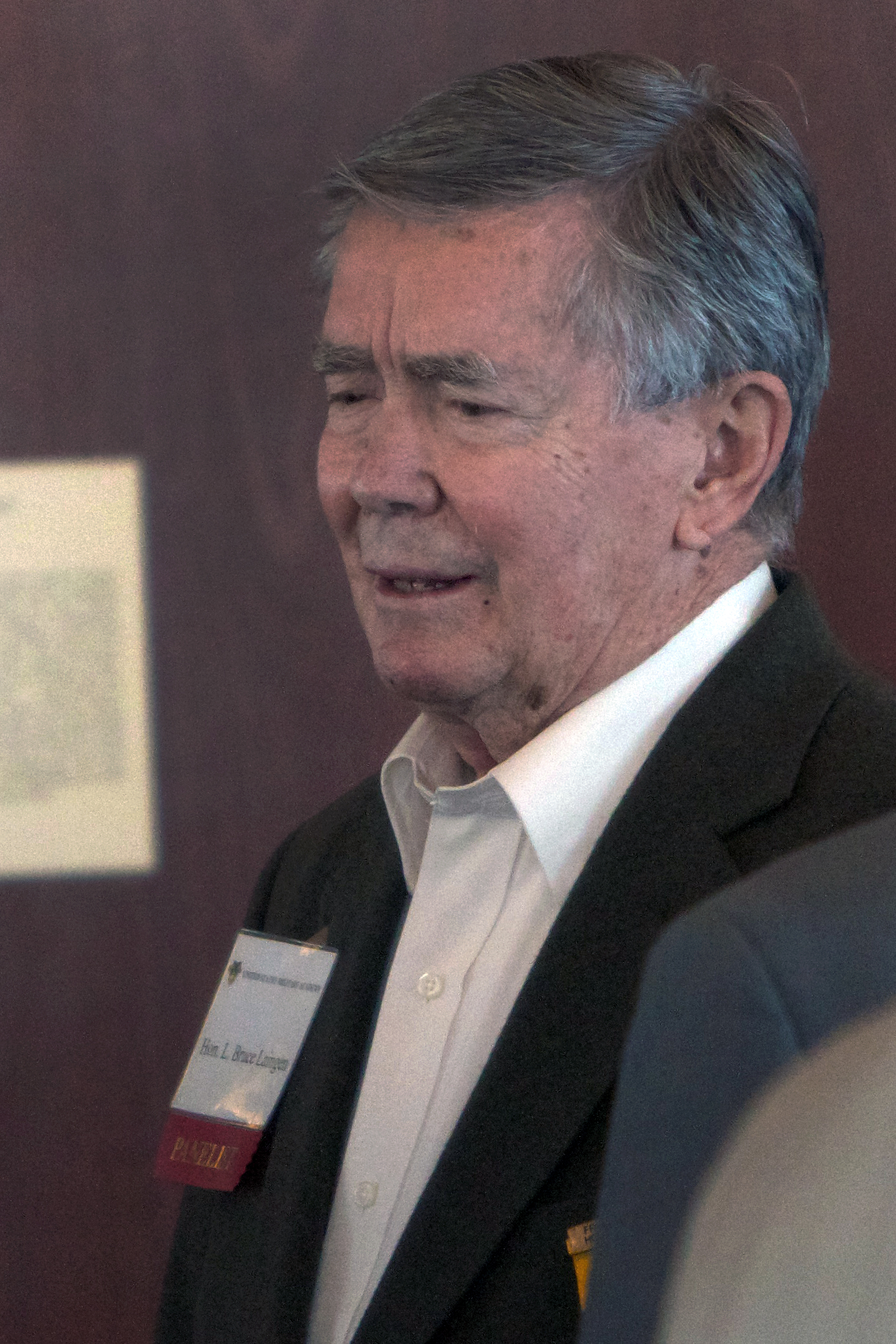
Bruce Laingen (2011)

Lowell Bruce Laingen (* 6. August 1922 in Butterfield, Minnesota; † 15. Juli 2019 in Bethesda, Maryland) war ein US-amerikanischer Diplomat, der zwischen 1977 und 1979 Botschafter der Vereinigten Staaten in Malta war sowie 1979 kommissarischer Geschäftsträger der Botschaft im Iran wurde. In dieser Funktion wurde er Opfer der Geiselnahme von Teheran. Bei der Geiselnahme besetzten iranische Studenten am 4. November 1979 im Verlauf der Islamischen Revolution die US-Botschaft in Teheran, um gegen die Aufnahme des gestürzten Schahs Mohammad Reza Pahlavi in den USA zu demonstrieren. Sie hielten 52 Diplomaten und Mitarbeitende der Botschaft der Vereinigten Staaten vom 4. November 1979 bis zum 20. Januar 1981 als Geiseln und forderten die Auslieferung des Schahs. Washington verhängte Sanktionen, die Geiselnahme endete nach 444 Tagen.

## Leben
Lowell Bruce Laingen, Sohn von Palmer K. Laingen und dessen Ehefrau Ida Mabel Eng Laingen, war Absolvent des St. Olaf College sowie des Wellesley College und leistete während des Zweiten Weltkrieges Kriegsdienst in der US Navy. Nach seinem Ausscheiden aus dem aktiven Militärdienst begann er ein postgraduales Studium im Fach Internationale Beziehungen an der University of Minnesota, welches er 1949 mit einem Master of Arts (M.A. International Relations) beendete. Danach trat er in den diplomatischen Dienst (Foreign Service) und war in den folgenden Jahren im US-Außenministerium (US State Department) als auch an den Auslandsvertretungen in Deutschland, im Iran, in Pakistan und Afghanistan tätig. Er war zudem Absolvent des National War College (NWC) in Fort Lesley J. McNair sowie der University of Dubuque.
Am 17. November 1976 wurde Laingen zum Botschafter der Vereinigten Staaten in Malta ernannt und überreichte dort am 11. Januar 1977 seine Akkreditierung als Nachfolger von Robert P. Smith. Da seine Ernennung während einer Sitzungspause des US-Senats erfolgte, wurde er am 15. September 1977 nach seiner Bestätigung durch den US-Senat erneut ernannt. Das Amt des Botschafters in Valletta bekleidete er bis zum 20. Januar 1979 und wurde daraufhin von Joan M. Clark abgelöst.

Bruce Laingen (rechts) mit US-Präsident Ronald Reagan nach seiner Freilassung nach der Geiselnahme von Teheran (27. Januar 1981)

Nach der Abberufung von Botschafter William H. Sullivan am 6. April 1979 wurde Laingen kommissarischer Geschäftsträger der Botschaft im Iran. In dieser Funktion wurde er Opfer der Geiselnahme von Teheran. Bei der Geiselnahme besetzten iranische Studenten am 4. November 1979 im Verlauf der Islamischen Revolution die US-Botschaft in Teheran, um gegen die Aufnahme des gestürzten Schahs Mohammad Reza Pahlavi in den USA zu demonstrieren. Sie hielten 52 Diplomaten und Mitarbeitende der Botschaft der Vereinigten Staaten vom 4. November 1979 bis zum 20. Januar 1981 als Geiseln und forderten die Auslieferung des Schahs. Washington verhängte Sanktionen, die Geiselnahme endete nach 444 Tagen.
Nach seiner Freilassung aus der Geiselhaft und seiner Rückkehr in die USA wurde Bruce Laingen 1981 Vizepräsident der National Defense University (NDU) in Washington, D.C. und bekleidete dieses Amt bis zu seinem Ausscheiden aus dem diplomatischen Dienst 1987. Anschließend war er zwischen 1987 und 1990 Geschäftsführender Direktor der Nationalen Kommission für den öffentlichen Dienst (National Commission on the Public Service), der nach ihrem Vorsitzenden Paul Volcker sogenannten „Volcker Commission“. Er engagierte sich zudem zeitweise als Präsident der American Academy of Diplomacy, als Vorstandsmitglied der Association for Diplomatic Studies and Training (ADST), als Trustee der Mercersburg Academy sowie als Mitglied des Beirates des American Iranian Council (AIC), eine in den USA ansässige überparteiliche Denkfabrik, die sich auf die Förderung besserer Beziehungen zwischen den Vereinigten Staaten und dem Iran konzentriert.
Laingen war seit dem 1. Juni 1957 mit Penelope „Penne“ Babcock Laingen verheiratet.

## Veröffentlichung
- Yellow Ribbon. The Secret Journal of Bruce Laingen, 1992